# Jean de Carrouges
Jean de Carrouges (Sainte-Marguerite-de-Carrouges, c. 1330 - Nikópol, 25 de septiembre de 1396) fue un caballero francés y camarlengo del duque Pierre II d'Alençon. También fue conocido como Jean (o Jehan) IV de Carrouges.

## Biografía
Jean de Carrouges nació en el seno de una familia noble francesa, siendo hijo primogénito de Jehan III de Carrouges, capitán y vizconde de Bellême, y Nicolette Bouchard, dama de Mesnil-Mauger.
En 1357, Jean fue nombrado paje de armas en la corte de Alençon, lo que le permitió recibir su espada e iniciar su carrera militar. El 10 de mayo de 1364, mientras el rey de Francia, Carlos V el Sabio, era coronado en Reims, el joven Jean de Carrouges debutó como escudero junto a Bertrand Du Guesclin en la batalla de Cocherel.
Casó en primeras nupcias con Jehanne de Tilly, con quien tuvo un hijo, padrino del cual fue el escudero Jacques Le Gris. Esposa e hijo fallecieron a consecuencia de la peste. El día de Pascua de 1380, Jean de Carrouges regresó de la campiña de Cotentin en la que se había comprometido tras la muerte de su esposa.
Se volvió a casar con Marguerite de Thibouville. En enero de 1386, tras haberse marchado a una expedición a Escocia, donde sirvió bajo las órdenes del almirante Jean de Vienne, regresó a Francia. Al poco tiempo, marchó desde su hogar hasta París para informar de esta expedición al joven rey de Francia Carlos VI, que aún reinaba bajo la tutela de sus tíos.
En este intervalo de tiempo su esposa sufrió una violación cometida por Jacques Le Gris, para entonces ya convertido en el favorito del duque de Alençon. Para salvar su honor y el de Marguerite, Carrouges apeló al Parlamento de París y, para hacer valer su derecho, puso su vida en juego en una ordalía en forma de juicio por combate, el último duelo judicial permitido por el Parlamento de París. Carrouges salió victorioso de dicho enfrentamiento al matar a Jacques Le Gris el 29 de diciembre de 1386.
El 10 de noviembre de 1390, al regresar de una peregrinación realizada unos meses antes a Tierra Santa, junto a su amigo, el caballero Jehan Le Meingre, apodado Boucicaut, Carrouges fue nombrado caballero de honor del rey. En la Pascua de 1396, Jean de Carrouges emprendió una cruzada contra los sarracenos bajo las órdenes del joven duque de Nevers, Juan sin Miedo. En septiembre de ese año cayó en combate en la batalla de Nicópolis.
Su familia se ampliaría con la de Le Veneur de Tillières. Esta última fue la que recibió los terrenos y el castillo de Carrouges, del que siguió siendo propietaria hasta 1936, cuando el último representante de la línea los cedió al Estado.